# Bernardo Strozzi

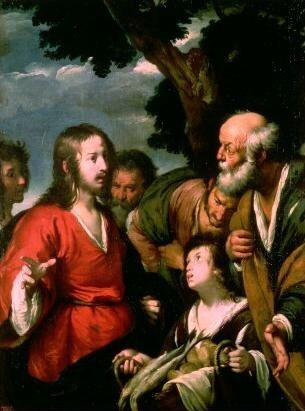
Bespisningsundret av Bernardo Strozzi, tidigt 1600-tal.

Bernardo Strozzi, född 1581 i Genua, död 2 augusti 1644 i Venedig, var en italiensk konstnär.
Vid 17 års ålder inträdde Strozzi i ett kapucinerkloster i Genua som han senare övergav för att låta prästviga sig - därav tillnamnen il cappuccino och il prete genovese. Ganska tidigt i sin prästerliga karriär började han dock även ägna sig åt måleri. Han tog intryck av Caravaggioskolan, lombardiskt och flamländskt måleri, men också av den venetianska 1500-talskonsten och, efter sin överflyttning till Venedig 1631, av de bägge konstnärerna Domenico Fetti och Jan Liss. Han var en av 1600-talets främste konstnärer i Venedig och en förnyare av dess stagnerade konstliv.